# Jurisdicción agraria (Colombia)
Jurisdicción Agraria  actualmente  Decreto 2303 de 1989 tiene como objetivo la plena realización de la justicia en el campo, de acuerdo con los fines y principios generales del derecho agrario, especialmente con la protección de la comunidad más vulnerable en las relaciones de tenencia de tierras y de producción agraria.

## Antecedentes
Los antecedentes son las denominadas leyes de reforma agraria en Colombia, ya que los problemas por la tierra han sido una de las causas históricas de la Violencia y del Conflicto armado interno en Colombia.

### Ley 200 de 1936
A principios del siglo XX la producción agraria predominaba la economía del país, esta actividad basada en el trabajo familiar de campesinos abastecía los centros urbanos. A raíz de esto se generaron enfrentamientos sociales por la adquisición de tierras. Como respuesta a las tensiones del sector agrícola se creó La Ley de Tierras o Ley 200 de 1936, fue el primer intento de Jurisdicción Agraria en el primer gobierno de Alfonso López Pumarejo, que establecía: 

"Créanse los Jueces de Tierras, encargados de conocer privativamente en primera instancia de las demandas que se promuevan en ejercicio de las acciones que consagra esta ley"
Ley 200 de 1936

Este estatuto de tierras sosegó los conflictos que se desarrollaban en ese tiempo con la depuración de derechos de propiedad y acceso a la propiedad rural por parte de actores económicos y sociales. La ley se centró en la explotación económica de los predios de manera obligatoria, otorgando el derecho de dominio sobre los mismos o su restitución al Estado, y reconociendo el derecho de los trabajadores rurales al dominio de las tierras.

### Ley 100 de 1944
Seguido de esto se expidió la Ley 100 de 1944, como modificatoria de la anterior ley en el segundo gobierno de Alfonso López Pumarejo, y establecía: 
- Incrementar producción agrícola mediante contrato con productores.

- Limitar el lanzamiento por ocupación de hecho.

- Ampliar de 10 a 15 años la exploración requerida para decretar la extinción de dominio.

La ley 100 de 1944 tenía el objetivo de dar salidas institucionales a los conflictos que se desarrollaban de forma violenta, con respecto a la pertenencia de tierras.

### Ley 135 de 1961
Para el año 1960, Carlos Lleras Restrepo lideró el reformismo agrario en consecuencia de la deformación social que había por la violencia del Conflicto armado interno en Colombia. Así entonces, los gobiernos de la época se comprometieron a adelantar programas de reformas agrarias en las diferentes regiones del país.  Con la Ley 135 de 1961, crearon el Comité Agrario conformado por representantes partidos políticos, la Iglesia católica y las fuerzas armadas, para la entrega de predios a los campesinos carentes de tierras. Y se crea el Instituto Colombiano de la Reforma Agraria (INCORA)
El comité tenía tres puntos estratégicos para adelantar el proceso de la Reforma Agraria en Colombia: 
- Dotación de tierras a campesinos carentes de ellas.
- Adecuación de tierras para incorporarlas a la producción.
- Dotación de servicios sociales básicos y otros apoyos complementarios.

Posteriores se realizaron modificaciones en política agraria en: la ley 4 de 1973, la ley 30 de 1988 y la Ley 60 de 1994 que disminuyó la responsabilidad del estado en las políticas agrarias.En 2003 se modifica el INCORA con la creación del Instituto Colombiano de Desarrollo Rural (INCODER) con el Decreto 13006 de 2003 y su modificación mediante el Decreto 3759 de 2009 y el programa de Agro Ingreso Seguro (AIS), que fracasa por la corrupción. Otro intento por la restitución de tierras es la  Ley 1448 de 2011 de Víctimas. La Reforma Rural Integral hace parte de los acuerdos de paz entre el gobierno de Juan Manuel Santos y las FARC-EP firmados en 2016.

## Decreto 2303 de 1989
El 7 de octubre de 1989 se creó el Decreto 2303 el cual establece y organiza la Jurisdicción Agraria que tiene a cargo conocimientos y decisiones de asuntos litigiosos sobre la tierra, políticas macro del estado que protegen el latifundio y/o el minifundio; en cuanto a conflictos de propiedad, pertenencia y posesión de predios meramente agrarios. Expide normas procedimentales para los juicios agrarios.
Los procesos reivindicatorios, posesorios, divisorios, de lanzamiento por ocupación de hecho, de pertenencia, de saneamiento de la pequeña propiedad agraria, de deslinde y amojonamiento son asuntos sujetos a la Jurisdicción Agraria. 
Compete a la Jurisdicción Agraria los procesos originados en acciones populares fundadas en las normas sobre preservación del ambiente rural y manejo de los recursos naturales renovables de carácter agrario, conforme a lo previsto en el artículo anterior, cuando el asunto no sea de competencia de las autoridades administrativas.

## Prevalencia de lo agrario
Si en el asunto de que se trata están involucrados bienes agrarios y de otra clase, prevalecerá la índole de los primeros para efectos de la calificación de la naturaleza del proceso.
Según la Constitución Política de Colombia de 1991:

Es deber del Estado promover el acceso progresivo a la propiedad de la tierra de los trabajadores agrarios, en forma individual o asociativa, y a los servicios de educación, salud, vivienda, seguridad social, recreación, crédito, comunicaciones, comercialización de los productos, asistencia técnica y empresarial, con el fin de mejorar el ingreso y calidad de vida de los campesinos.
Artículo 64 de la Constitución Política

El estado establece en la Constitución Política de Colombia que se debe proteger a las comunidades minoritarias, con el amparo de pobreza. Según el Decreto 2303, se concederá el amparo de pobreza a los resguardos o parcialidades indígenas, a sus miembros y a los de comunidades civiles indígenas, así como a todo campesino de escasos recursos, sea demandante, demandado o interviniente a cualquier título en el proceso. 
Si el demandante o demandado es un campesino, indígena o resguardo, el juez instruirá dichas personas para que realicen la debida solicitud de amparo de pobreza como lo dictamina el capítulo 4 del Decreto 2303 de 1989.

## Órganos de la Jurisdicción Agraria
La jurisdicción agraria será ejercida de modo permanente por juzgados agrarios, tribunales distintos del distrito judicial y la corte suprema de justicia. Existen unas Salas Agrarias que Agrarias conocen y deciden los recursos de apelación contra las providencias dictadas en los procesos de que conocen en primera instancia los jueces agrarios. También conocerán del recurso de queja y de la consulta de sentencias de primera instancia en los casos en que sea procedente conforme al Código de Procedimiento Civil.